# Caryonopera cachrusalis
Caryonopera cachrusalis är en fjärilsart som beskrevs av Walker 1858. Caryonopera cachrusalis ingår i släktet Caryonopera och familjen nattflyn. Inga underarter finns listade i Catalogue of Life.